# المهد الأسود (فلم)
المهد الأسود (بالإنجليزية: Black Nativity)، هُو فيلم موسيقي ودرامي أمريكي صدر سنة 2013 وأخرجته كاسي ليمونز.

## وصلات خارجية
- مقالات تستعمل روابط فنية بلا صلة مع ويكي بيانات